# 파가니 존다 R
파가니 존다 R(이탈리아어: Pagani Zonda R)은 파가니에서 2009년부터 2011년까지 생산했던 트랙 데이 모델이다. 2007년 제네바 모터쇼에서 메르세데스-벤츠 CLK-GTR의 레이싱 버전에서 가져온 6.0리터 GT 112 엔진을 사용하여 데뷔했다.경쟁 차종으로는 페라리 FXX 및 마세라티 MC12 코르사 등이 있다.